# Jenny Slate
Jenny Sarah Slate (sinh ngày 25 tháng 3 năm 1982) là một nữ diễn viên người Mỹ. được biết đến nhiều nhất với vai Mona Lisa Saperstein trong Parks and Recreation cũng như là người cùng sáng tác các phim ngắn và sách trẻ em Marcel the Shell with Shoes On. Cô là một diễn viên trên Saturday Night Live cho mùa 2009/10 và tham gia các sô diễn như House of Lies, Married, Bob's Burgers, Hello Ladies, Kroll Show, Bored to Death, và Girls, cũng như các phim như Zootopia, The Secret Life of Pets, and Despicable Me 3. Slate đóng vai chính trong phim 2014 Obvious Child.

## Thời thơ ấu
Slate sinh ngày 25 tháng 3 năm 1982 tại Milton, Massachusetts, trong gia đình ông Ron Slate (sinh năm 1950), một doanh nhân và nhà thơ làm phó chủ tịch truyền thông toàn cầu cho EMC Corporation và sau đó là CEO của một công ty khởi nghiệp công nghệ sinh học, và bà Nancy (nhũ danh Gilson), một người thợ gốm mỹ nghệ. Cô là con giữa của ba, với một chị gái tên là Abigail và em gái tên là Stacey. Cô xuất thân từ một gia đình Do Thái. Một trong các bà của cô sinh ở Cuba, trong một gia đình Nga và Thổ Nhĩ Kỳ, và lớn lên ở Pháp. Sau khi tốt nghiệp xuất sắc từ Học viện Milton, Slate theo học Đại học Columbia ngành văn chương, nơi cô giúp thành lập nhóm ứng tác Fruit Paunch, đóng trong Varsity Show và gặp Gabe Liedman, người sau này trở thành bạn diễn hài của cô. Slate tốt nghiệp từ Columbia năm 2004.